# 许乃来
许乃来（？—？），浙江仁和（浙江杭州）人，是一名清朝政治人物。
许乃来曾于1821年接替叶机任上海县知县一职，1822年由武念祖接任。